# François Marinus Christiaan Pels Rijcken
François Marinus Christiaan Pels Rijcken (Breda, 7 mei 1817 - Arnhem, 5 oktober 1884) was een Nederlandse advocaat, rechter en burgemeester van Arnhem.

## Biografie
Pels Rijcken is nageslacht van het patriciaatsgeslacht Pels Rijcken en het adellijke geslacht Van Heeckeren. Hij trouwde op 7 november 1875 te Zeist met Hermina Geertruida Lenting. Samen kregen zij drie kinderen.
Pels Rijcken overleed op 5 oktober 1884 op 67-jarige leeftijd.

## Loopbaan
Pels Rijcken studeerde rechten aan de Utrechtse Hogeschool.
Pels Rijcken werd in 1846 substituut-officier van justitie te Arnhem. Hij was van 1853 tot 5 maart 1859 voorzitter van het koloniaal gerechtshof te Suriname. Hij werd daar op eigen verzoek ontslagen en vervolgens benoemd tot rechterlijk ambtenaar in Nederlands-Indië. Op 25 oktober 1860 werd Pels Rijcken benoemd tot Raadsheer in het hoog gerechtshof van Nederlands-Indië. Later werd hij lid van de Raad van Indië.
Pels Rijcken werd op 30 oktober 1872 benoemd als burgemeester van Arnhem, en bleef aan tot zijn overlijden. Hij werd ook verkozen tot de Provinciale Staten van Gelderland.

## Wetenswaardigheden
- Een straat in de Burgemeesterswijk in Arnhem (de Pels Rijckenstraat) is naar Pels Rijcken vernoemd.
- Pels Rijcken had belangen in de Surinaamse plantage-economie.[7]